# 霊台県
霊台県（れいだいけん）は中華人民共和国甘粛省平涼市に位置する県。県人民政府の所在地は城区街道。

## 地理
霊台県は東経107度00分から107度57分、北緯34度54分から35度14分に位置し、東南は陝西省の長武県・彬州市・麟遊県・千陽県・隴県、北は涇川県、西は崇信県に隣接する。

## 行政区画
1街道、9鎮、4郷を管轄：
- 街道：城区街道
- 鎮：中台鎮、邵寨鎮、独店鎮、什字鎮、朝那鎮、西屯鎮、上良鎮、百里鎮、蒲窩鎮
- 郷：新開郷、梁原郷、竜門郷、星火郷

## 交通

### 道路
- 高速道路
  -  長華高速道路
- 国道
  - G244国道（中国語版）